# Championnat de France de basket-ball 1976-1977
Navigation
Saison précédente Saison suivante
La saison 1976-1977 du championnat de France de basket-ball de Nationale 1 est la 55e édition du championnat de France masculin de basket-ball. Le championnat de Nationale 1 de basket-ball était le nom du plus haut niveau du championnat de France.

## Présentation
La saison se déroule du 18 septembre 1976 au 9 avril 1977, chaque équipe rencontre les autres équipes de sa poule en match aller-retour. Au terme de cette saison, le titre de Champion de France est attribué au club classé 1e.
Seize clubs participent à la compétition. La victoire rapporte 3 points, le match nul 2 points et  la défaite 1 point. Les équipes classées 13e, 14e, 15e et 16e descendent en Nationale 2.
Le tenant du titre, Tours, va tenter de gagner un 2e titre.
Monaco, Stade Français, Tarare et Valenciennes sont les quatre équipes promues pour cette saison. Lyon, Stade Français, Tarare et  Valenciennes, équipes classées de 13e à 16e sont les quatre équipes reléguées à l'issue de cette saison 1976-1977.
L’ASVEL remporte  le championnat pour la quatorzième fois de son histoire.
John Dearman (Tarare) est le meilleur marqueur du championnat de France avec une moyenne de 32,7 points.

## Clubs participants
- Olympique d'Antibes Juan-les-Pins
- Alsace de Bagnolet
- Association Sportive de Berck
- Caen Basket Club
- Étoile Sportive du Marais de Challans
- Stade Clermontois
- Sporting Club Moderne du Mans
- Croix Rousse Olympique de Lyon
- Association Sportive de Monaco
- Nice Basket Club
- Elan Béarnais Orthez
- Stade Français
- Association Sportive de Tarare
- Association Sportive Préparation Olympique de Tours
- Rhônel Sporting Club de Valenciennes
- Association Sportive de Villeurbanne Eveil Lyonnais

## Classement final de la saison régulière
La victoire rapporte 3 points, le match nul 2 points, la défaite 1 point. En cas d'égalité, les clubs sont départagés au point-average particulier 